# Hoplitis gerofita
Hoplitis gerofita är en biart som först beskrevs av Warncke 1990.  Hoplitis gerofita ingår i släktet gnagbin, och familjen buksamlarbin. Inga underarter finns listade i Catalogue of Life.